# БК „Ямбол“
Вижте пояснителната страница за други значения на Ямбол.
БК „Ямбол“ е български отбор от град Ямбол. Той е редовен участник в Националната Баскетболна лига. Клубът е основан през 1945 г.  Играе мачовете си в зала „Диана“, която е с капацитет от 3000 места. 
Най-паметната година в историята на БК Ямбол е 2002 г., когато отборът за първи и единствен път става шампион на България под името „Ямболгаз“. 

## Успехи-мъже
- Шампионат на България
  - Шампион- 2002;
  - Второ място- 2001;
  - Трето място(5)- 1979, 2000, 2003, 2011, 2012;
- Купа на България
  - Трето място(4)- 1977, 2000, 2001, 2002;

## Настоящ състав
| №  |                            | Играч                 | Позиция | Роден   | Ръст    |
| -- | -------------------------- | --------------------- | ------- | ------- | ------- |
| 0  |                            | Йоан Христов          | PG      | 2003 г. | 178 см. |
| 2  | Съединени американски щати | Камерън Бърханън      | PG/SG   | 1995 г. |         |
| 5  |                            | Декуан Морис          | SG/SF   | 1999 г. | 193 см. |
| 6  |                            | Иван Лилов            | SG/SF   | 1988 г. | 196 см. |
| 9  |                            | Ивайло Аврамов        | SF      | 2005 г. | 196 см. |
| 10 |                            | Павел Маринов         | SF/PF   | 1988 г. | 199 см. |
| 22 | Съединени американски щати | Доминик Кристиано     | PF/C    | 1997 г. | 203 см. |
| 23 |                            | Трей Сампсън          | PF/C    | 2000 г. | 208 см. |
| 27 |                            | Александър Матушев    | SG/SF   | 2000 г. | 197 см. |
| 30 |                            | Стилиян Иванов        | PG/SG   | 1998 г. | 192 см. |
| 44 |                            | Аристидис Папатеодору | SF/PF   | 2002 г. | 202 см. |
| 77 |                            | Георги Герганов       | PG/SG   | 2003 г. | 192 см. |
| 91 |                            | Петър Петров          | PF      | 2003 г. | 194 см. |
| 99 |                            | Андон Вачев           | C       | 2003 г. | 205 см. |

## Известни играчи
| - Георги Глушков - Димитър Ангелов - Анатолий Ясинский - Вълчо Йорданов - Иван Ангелов - Иван Главов - Гено Плачков - Димитър Пенчев Димитров - Георги Ковачев - Емил Стаменов - Георги Станков | - Румен Шопов - Сергей Гришаев - Ярослав Зубрицкий - Владимир Рижов - Ненад Джорич - Зоран Стефанович - Димитър Хорозов - Дечо Коешинов - Нинослав Тмушич - Мартин Дурчев - Павел Маринов | - Юлиян Радионов - Николай Върбанов - Джон Офоегбу - Тони Гуджино - Карон Джонсън - Неманя Милошевич - Франко Кащропил - Павлин Иванов |

## Известни треньoри
- Симеон Варчев
- Иван Чолаков
- Юлиян Радионов

## Зала
Спортна зала „Диана“ е домът на баскетболния Тунджа. Тя е построена през 1964 г. и е с капацитет от 2600 места. Залата е една от най-култовите в българския баскетбол. Много пъти в нея е домакинствал и националния отбор на България. В зала „Диана“ се е провеждал и финала от европейския дамски баскетболен турнир за купа „Ронкети“. Тогава за първи и единствен път се срещат два български отбора. Това са Левски-Спартак и Марица Пловдив. В залата са се провеждали и многобройни турнири по бокс, борба и вдигане на тежести. Преди всяко първенство зала „Диана“ приема и баскетболния международен турнир за купа „Петър Майсторов“.